# Etichettamento di componenti connesse
 Etichettamento di componenti connesse, o labelling delle componenti connesse, è un'applicazione algoritmica della teoria dei grafi, nella quale sottoinsiemi di componenti connesse vengono etichettate in modo univoco sulla base di dati euristici. Non va confusa con la segmentazione di immagini.
L'etichettamento di componenti connesse è di uso in computer vision per rilevare regioni connesse in immagini digitali binarie, sebbene si presti anche all'elaborazione di immagini a colori e con dati ad alta dimensionalità.
La tecnica di etichettamento di componenti connesse è correlata con il riconoscimento di regioni.

## Algoritmo a due passi
Lo pseudocodice è il seguente:
```
algoritmo
 
Due passi
(data)
   linked = []
   labels = structure with dimensions of data, initialized with the value of Background
   
   
Primo passo

   
   
for
 row 
in
 data:
       
for
 column 
in
 row:
           
if
 data[row][column] 
is not
 Background
               
               neighbors = connected elements with the current element's value
               
               
if
 neighbors 
is
 empty
                   linked[NextLabel] = 
set
 containing NextLabel                    
                   labels[row][column] = NextLabel
                   NextLabel += 1
               
               
else

                   
                   
Find the smallest label

                   
                   L = neighbors labels
                   labels[row][column] = 
min
(L)
                   
for
 label 
in
 L
                       linked[label] = 
union
(linked[label], L)
   
   
Secondo passo

   
   
for
 row 
in
 data
       
for
 column 
in
 row
           
if
 data[row][column] 
is not
 Background		
               labels[row][column] = 
find
(labels[row][column])      
      
   
return
 labels
```

Gli algoritmi find e union sono implementati come descritti in union find.